# ムワックレック郡
座標: 北緯14度39分20秒 東経101度11分54秒 / 北緯14.65556度 東経101.19833度
ムワックレック郡（ムワックレックぐん、タイ語: อำเภอมวกเหล็ก）はタイ中部・サラブリー県にある郡（アムプー）である。

## 名称
ムワック（泰）หมวก（※綴りは少々異なる）は『帽子』、レック（泰）เหล็กは『鉄』の意味。
ブドウの一種の名が由来であるとする説と、兵士の兜が落ちていた小川を兜の川と呼ぶようになり、やがて地域全体の名称となった説がある。

## 地理
サラブリー県の東端に位置し、東はナコーンラーチャシーマー県パークチョン郡およびシーキウ郡に、南はナコーンナーヨック県ムアンナコーンナーヨック郡に、北はロッブリー県パッタナーニコム郡、タールアン郡、ラムソンティ郡に、それぞれ接する。標高差は小さいが全体的に山がちな土地で占められる。郡の南部は世界遺産ドン・パヤーイェン・カオ・ヤイ森林群（通称・カオヤイ国立公園）に指定されている。2016年には中部の森林地帯が新たに
ナムトック・チェットサオノーイ国立公園
に指定された。

## 産業
農業、とりわけ酪農が盛ん。デンマークとの国際交流事業として、同国の支援のもと国営企業TDDF（タイデンマークデアリーファーム、（英）Thai-Danish Dairy Farm、後にタイ酪農振興機構(DPO)へ改組）が当地に設立されたことに因む。特色のある農作物としてはブドウ。大産地ではないが栽培農家や観光農園が多い。国立公園に近いことから観光業も盛ん。他に、中部の石灰石採掘事業が特筆される。

## 交通
タイ国有鉄道東北本線
ムワックレック駅が筆頭。他に、石灰石輸送の拠点であるヒンラップ駅など。
北方のラオス国境に向け高速鉄道が在来線沿いに建設中であるが、当初計画において郡内に駅設置は公表されていない。ただし、ムワックレック駅の西側近くに駅ホームがほぼ完成している。この地点に駅の無かった在来線にもホームが設置完了しており、将来的に乗換えを考慮しているとみられる。